# Jessica Allen
Jessica Allen (Perth, 17 aprile 1993) è un'ex ciclista su strada australiana, ora dirigente.

## Palmarès

### Strada
- 2011 (Juniores, due vittorie)

Campionati oceaniani, Prova a cronometro Junior
Campionati del mondo, Prova a cronometro Junior
- 2014 (Dilettanti, una vittoria)

Campionati oceaniani, Prova in linea Elite

#### Altri successi
- 2012 (Dilettanti)

Classifica giovani Women's Tour of New Zealand

## Piazzamenti

### Grandi Giri
- Giro d'Italia

2018: 124ª
- Tour de France

2023: 118ª

### Competizioni mondiali
- Campionati del mondo

Offida 2010 - Cronometro Junior: 11ª
Offida 2010 - In linea Junior: 15ª
Copenaghen 2011 - Cronometro Junior: vincitrice
Copenaghen 2011 - In linea Junior: ritirata
Innsbruck 2018 - Cronosquadre: 5ª
Yorkshire 2019 - In linea Elite: ritirata
Fiandre 2021 - In linea Elite: 111ª